# Croth
Croth es una localidad y comuna francesa situada en la región de Alta Normandía, departamento de Eure, en el distrito de Évreux y cantón de Saint-André-de-l'Eure.

## Geografía
Croth está situado sobre la frontera entre Eure y Eure-et-Loir. Antiguamente, Croth tenía parte del pueblo en Eure y la otra parte en Eure-et-Loir, pero ahora, Croth está situado en Eure, en el cantón de Saint-André.

## Demografía
| 476 | 538 | 598 | 764 | 1143 | 1293 |
| Para los censos de 1962 a 1999 la población legal corresponde a la población sin duplicidades (Fuente: INSEE [Consultar]) |     |     |     |      |      |

## Administración

### Entidades intercomunales
Croth está integrada en la Communauté de communes La Porte Normande. Además forma parte de diversos sindicatos intercomunales para la prestación de diversos servicios públicos:
- S.I.A.E de la Vallée d'Eure
- Communauté de communes La Porte Normande
- Syndicat de voirie du canton de Saint André de l'Eure
- Syndicat de l'électricité et du gaz de l'Eure (SIEGE)
- Syndicat de la Vallée d'Eure (1re section)
- Syndicat intercommunal de la voie verte de l'Eure à l'Avre

### Riesgos
La prefectura del departamento de Eure incluye la comuna en la previsión de riesgos mayores  por:
- Presencia de cavidades subterráneas.
- Riesgos por inundaciones.

## Personalidades de la comunidad
- El Padre Jacques-Désiré Laval nació el primer día complementario del año XI de la República, según el registro civil de la época, es decir el 18 de septiembre de 1803, en Croth. Fue médico en Saint-André-de-l'Eure (durante cuatro años, de septiembre de 1830 a abril de 1834) luego en Ivry-la-Bataille (de abril de 1834 a junio de 1835). Durante dos años, de febrero de 1839 a finales de febrero de 1841, el Padre Jacques-Désiré Laval fue cura de Pinterville, pequeña parroquia situada en el sur de Louviers, antes de embarcarse para la isla Mauricio para ocuparse de antiguos esclavos. Fue beatificado por el papa Juan Pablo II el 29 de abril de 1979.

- Último lugar de residencia del actor Jacques Villeret, que acababa de adquirir allí una propiedad a la ribera del río algunos días antes. Allí se le produjo una hemorragia interna hepática, le trasladaron al hospital de Evreux donde murió el 28 de enero de 2005, pocos días antes de su 54 aniversario.